# Aeropedellus prominemarginis
Aeropedellus prominemarginis är en insektsart som beskrevs av Zheng, Z. 1981. Aeropedellus prominemarginis ingår i släktet Aeropedellus och familjen gräshoppor. Inga underarter finns listade i Catalogue of Life.